# صخره‌ماهی بوکاچیو
صخره‌ماهی بوکاچیو (نام علمی: Sebastes paucispinis) نام یک گونه از سرده صخره‌ماهی است.